# Rozsíčka
Rozsíčka je obec v okrese Blansko v Jihomoravském kraji. Žije zde 140 obyvatel.

## Historie
První písemná zmínka o obci pochází z roku 1374 (in Minori Rosiczcze), kdy byla v držení kunštátského panství. Posléze v 15. století byl Kunštát spojen s lysickým panstvím a po jeho opětovném rozdělení v 16. století obec připadla městu Lysice. Později náležela ještě k panství drnovickému. Název obec získala podle místního jména Rozsocha, což mohlo nejpravděpodobněji znamenat obci umístěnou mezi dvěma kopci.

## Obyvatelstvo
| Rok            | 1869 | 1880 | 1890 | 1900 | 1910 | 1921 | 1930 | 1950 | 1961 | 1970 | 1980 | 1991 | 2001 | 2011 | 2021 |
| -------------- | ---- | ---- | ---- | ---- | ---- | ---- | ---- | ---- | ---- | ---- | ---- | ---- | ---- | ---- | ---- |
| Počet obyvatel | 294  | 302  | 299  | 331  | 321  | 296  | 257  | 234  | 215  | 172  | 198  | 169  | 163  | 163  | 131  |
| Počet domů     | 43   | 47   | 49   | 52   | 50   | 51   | 50   | 51   | 47   | 44   | 48   | 48   | 57   | 44   | 60   |

## Obecní správa

### Obecní symboly
Znak a vlajka byly obci uděleny rozhodnutím předsedy Poslanecké sněmovny Parlamentu České republiky dne 8. června 2004.

## Pamětihodnosti
- Zvonice

## Významní rodáci
- Lia Valková (* 1954), synodní kurátorka Českobratrské církve evangelické

## Galerie

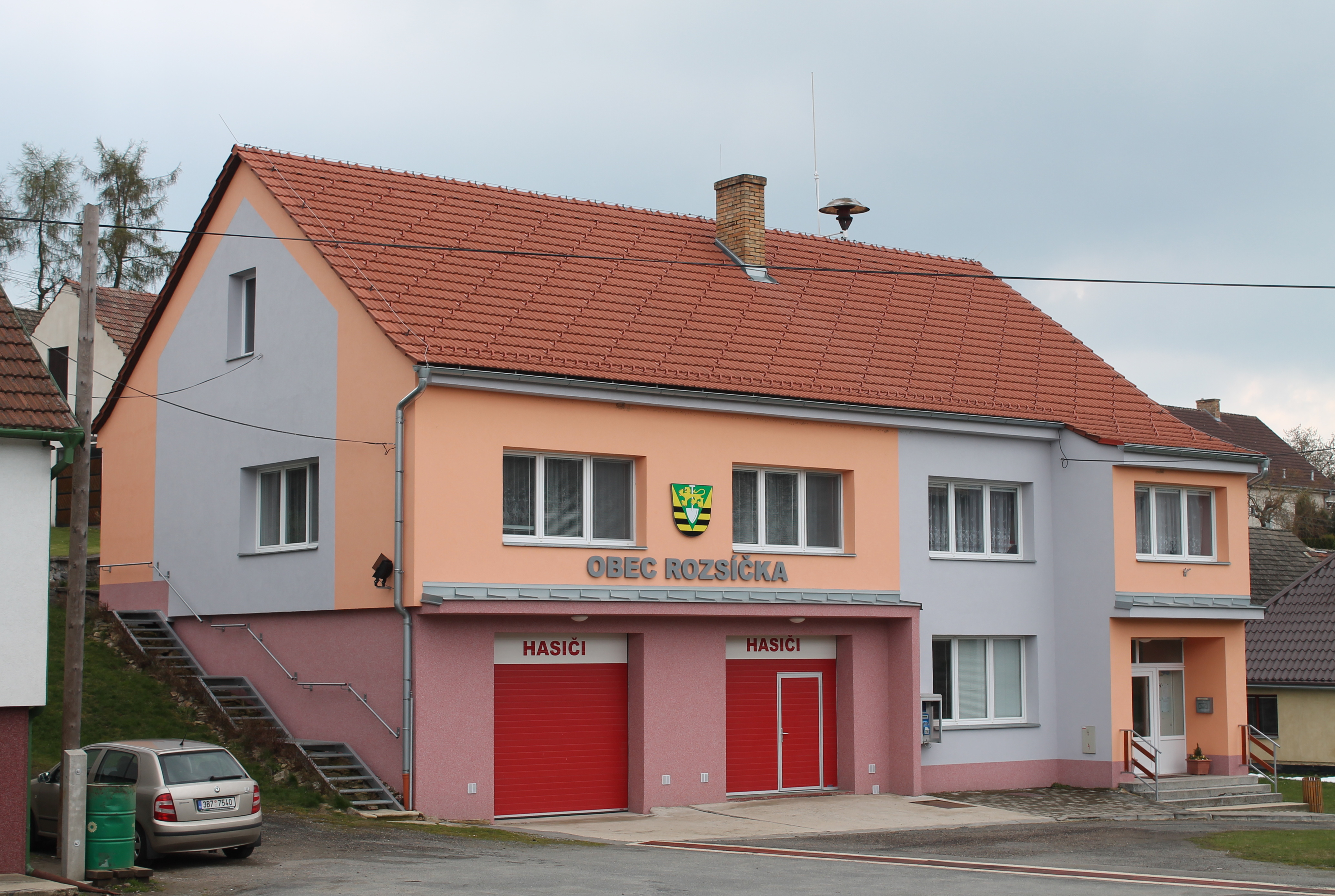
Obecní úřad a hasičská zbrojnice
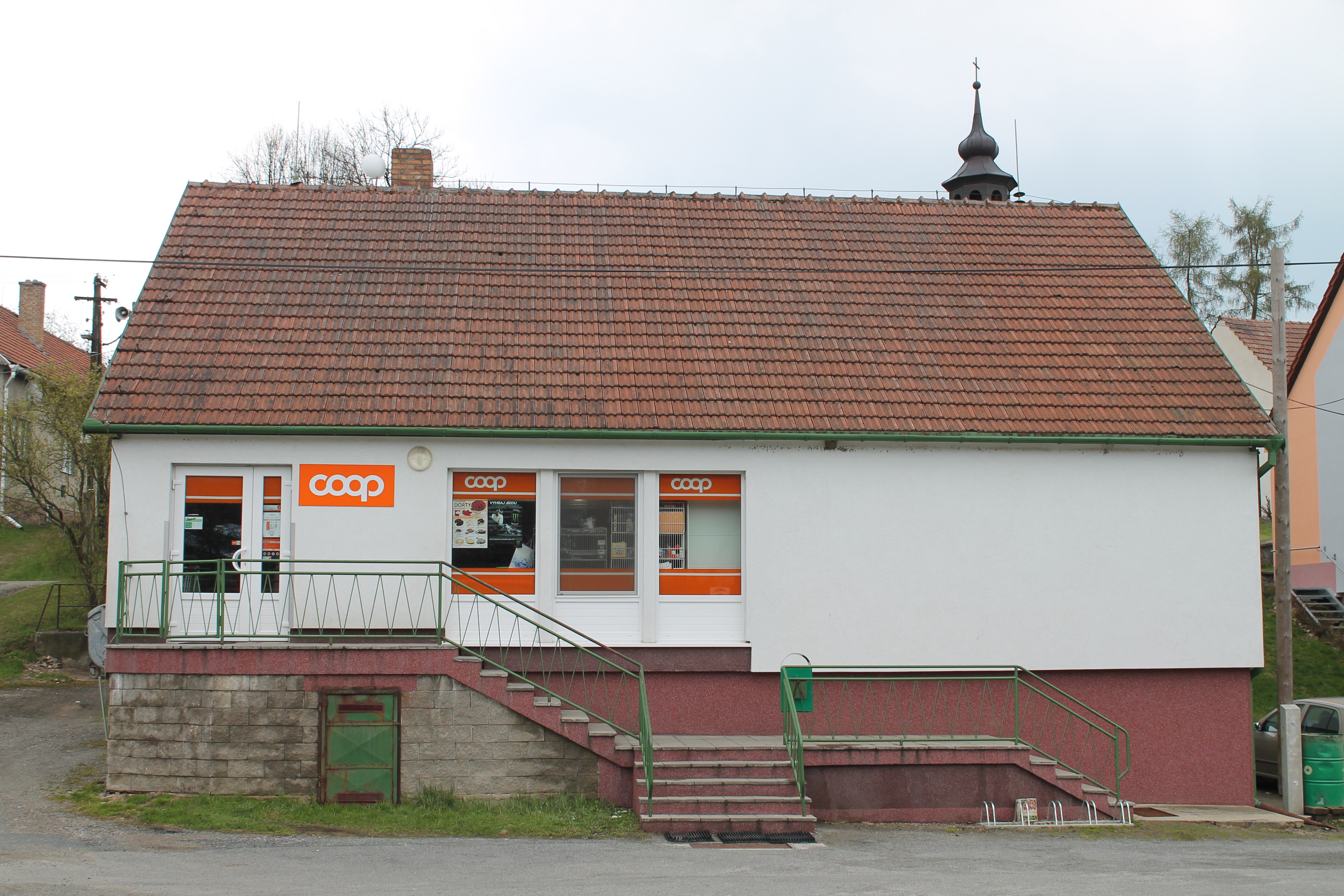
Obchod na návsi
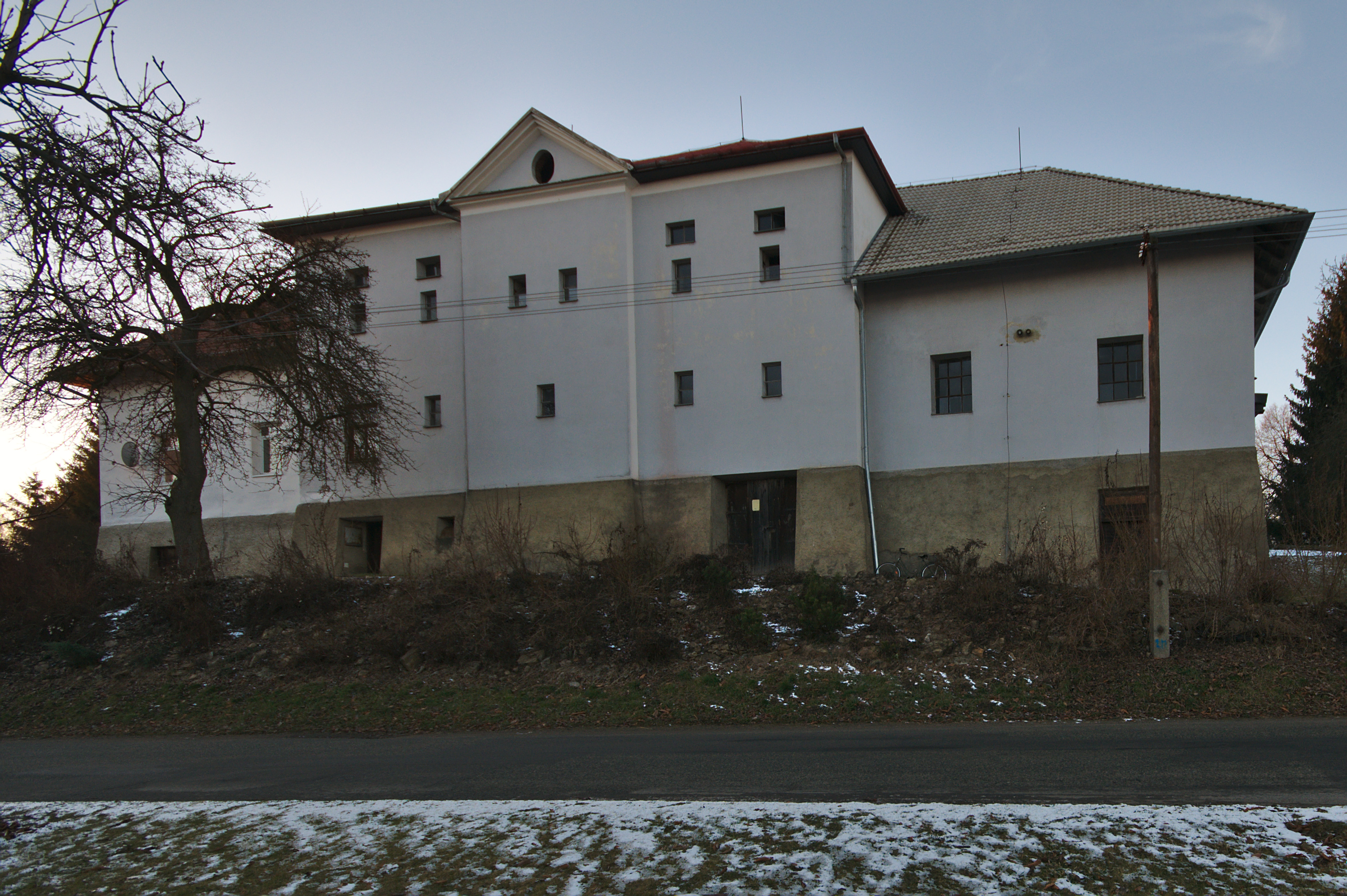
Hospodářský dvůr
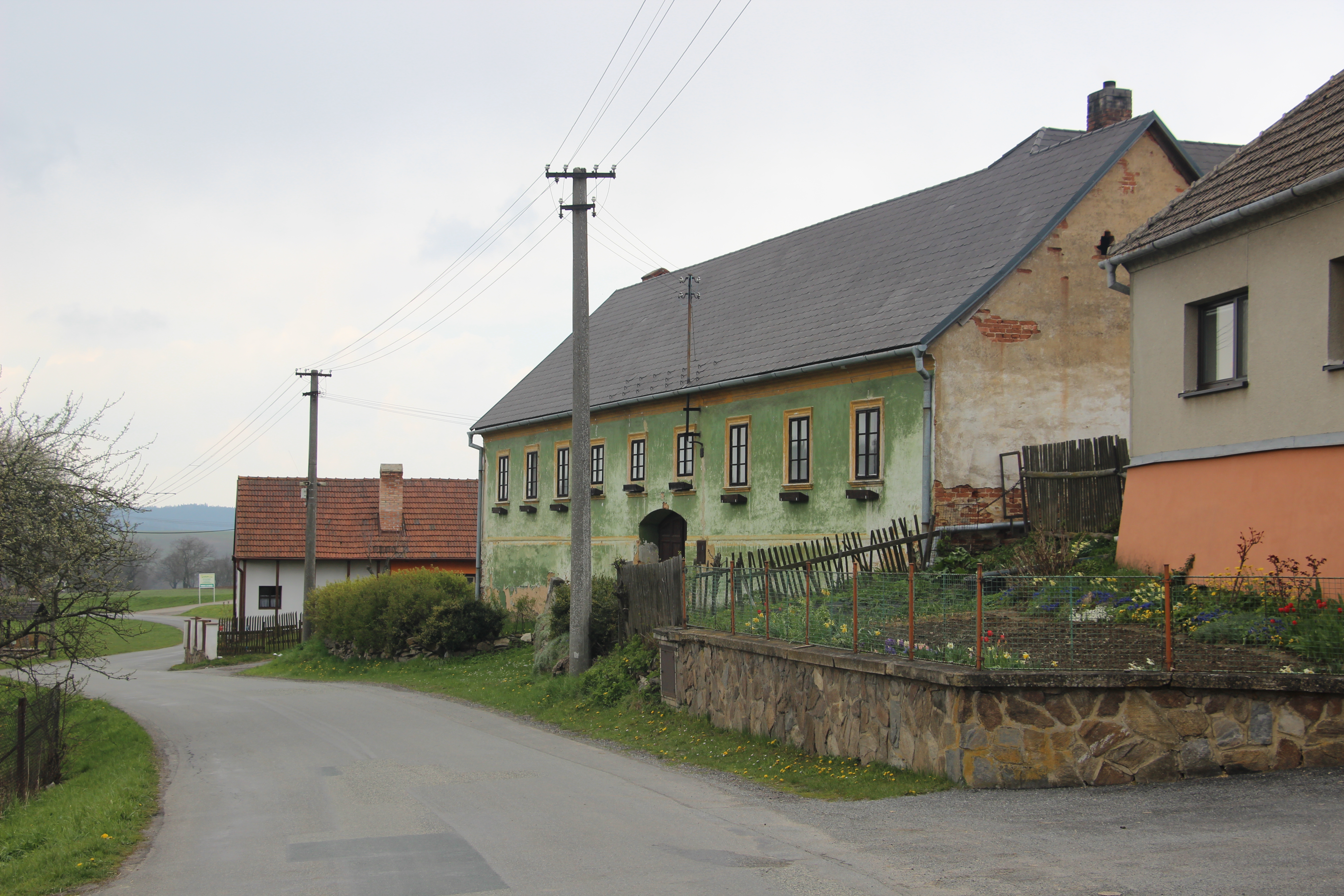
Západní část vesnice
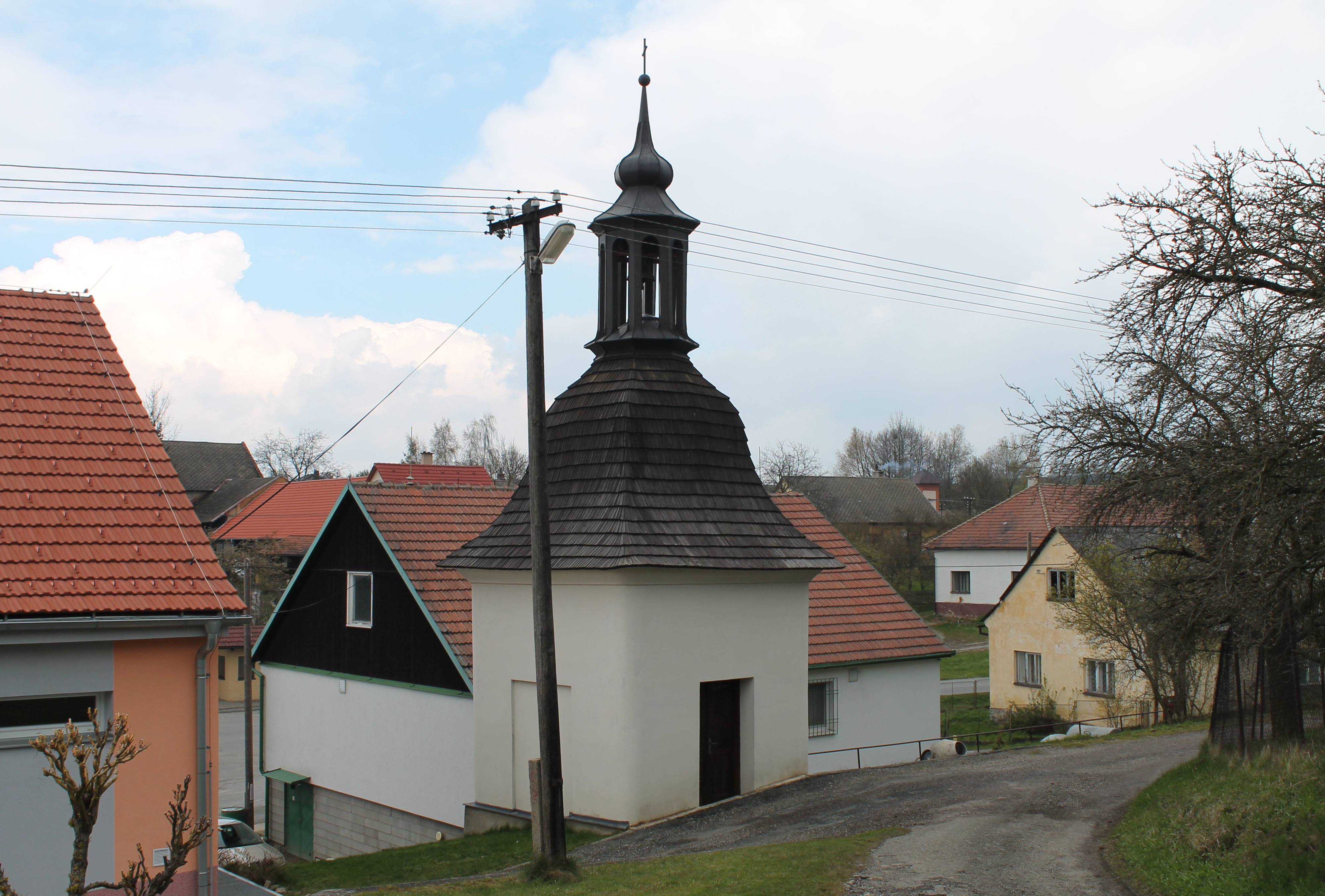
Zvonice
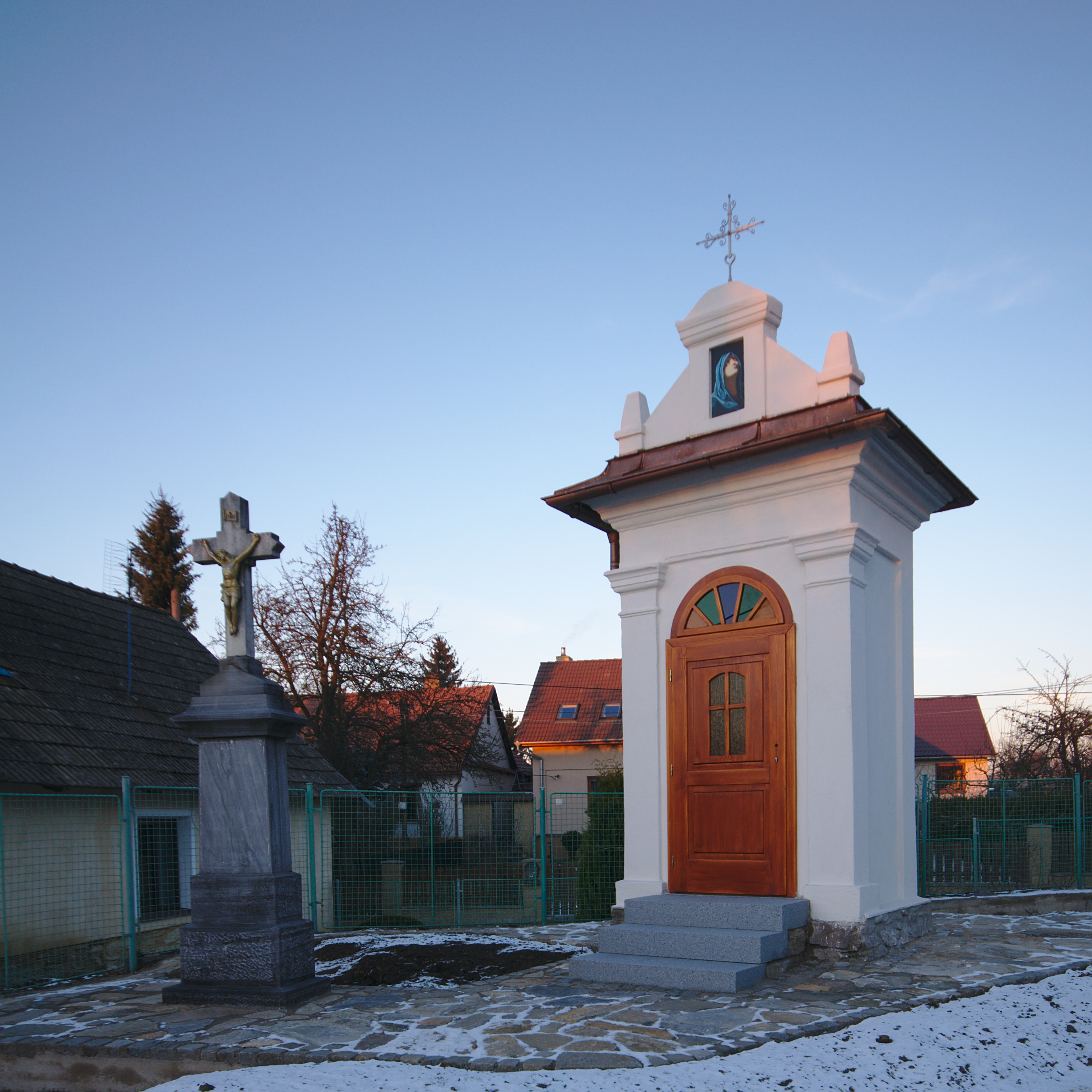
Kaple a kříž
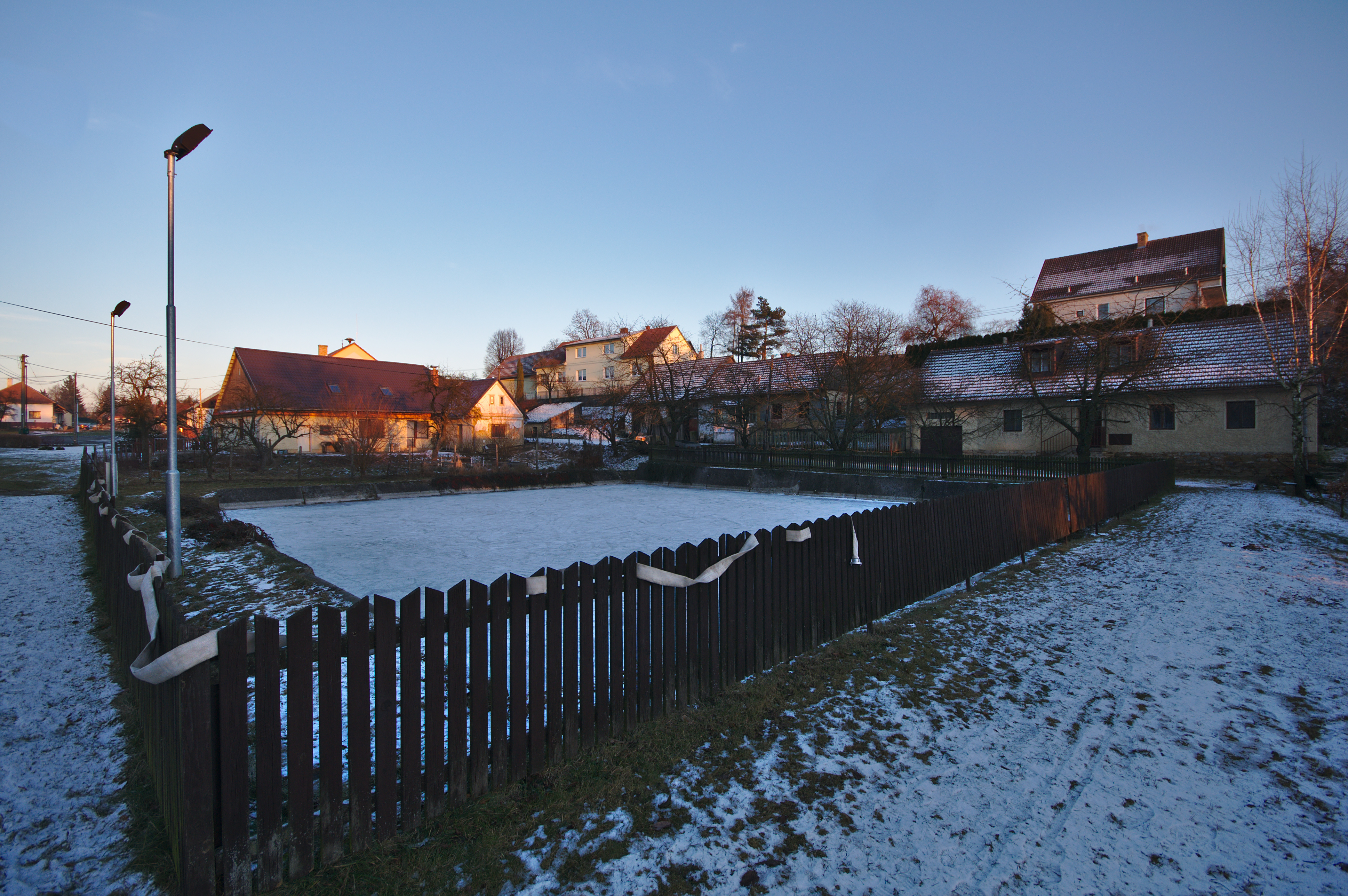
Rybník na návsi
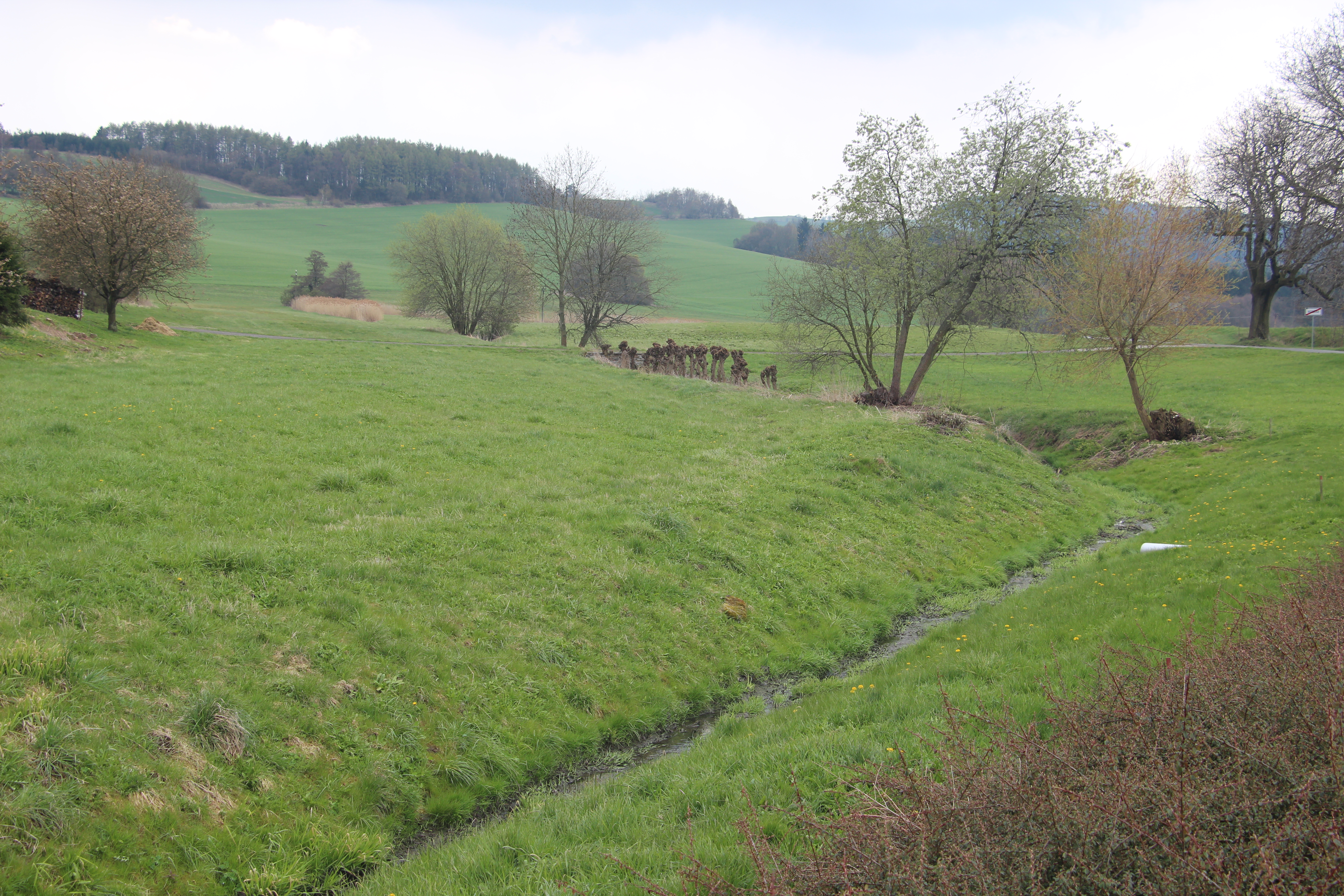
Potok za obcí